# Reprezentacja Wysp Alandzkich w piłce nożnej mężczyzn

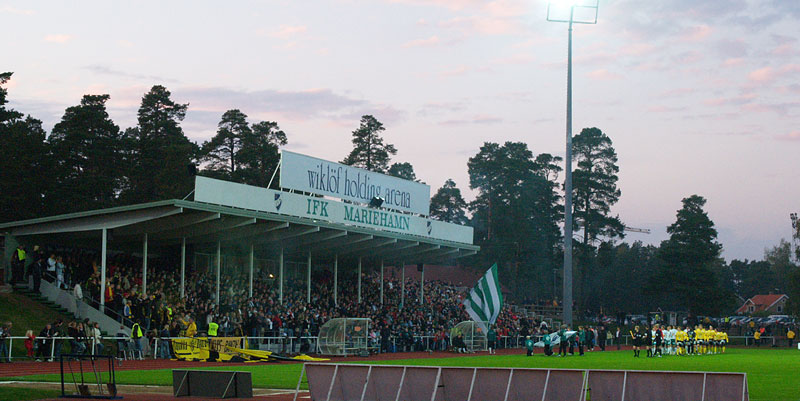
Największy stadion wysp - Wiklöf Holding Arena o pojemności 4 000 miejsc.

Reprezentacja Wysp Alandzkich w piłce nożnej – oficjalna reprezentacja Wysp Alandzkich należących do Finlandii. Reprezentacja uczestniczy w rozgrywkach Island Games, które raz wygrała (w roku 2009, kiedy Wyspy Alandzkie były gospodarzem) oraz w których dwukrotnie zajęła 3. miejsce (1989 i 1993 rok).
Jeden klub z Wysp Alandzkich gra w pierwszej lidze fińskiej (Veikkausliiga) – IFK Mariehamn, który w sezonie 2016 został mistrzem Finlandii. W klubie nie gra żaden reprezentant Wysp Alandzkich.

## Kadra 2009[1]
- (GK) Kim Lindholm (Sunds IF)
- (GK) Simon Enqvist (IFK Mariehamn)
- Joakim Signell (IFFK)
- Tomas Lindholm (Hammerlands IK)
- William Lindström
- Fredrik Appel (IFK Mariehamn)
- Tony Jansson (Hammerlands IK)
- Johannes Nordström (IFK Mariehamn)
- John Mattsson (Sunds IF)
- Andreas Björk (Jomala IK)
- Rezgar Amani
- Fabian Söderdahl
- Simon Snickars (Sunds IF)
- David Welin (Hammerlands IK)
- Petter Isaksson (Sunds IF)
- Linus Gestranius (Hammerlands IK)
- André Karring (Hammerlands IK)
- Jimmy Sundman (Sunds IF)
- Alexander Weckström (IFFK)
- Wilheim Ingves (IFK Mariehamn)